# Penobscot (fiume)
Il Penobscot è un fiume del Maine (USA) formato da vari rami sorgentizi che drenano le acque di numerosi laghi creatisi con lo scioglimento dei ghiacciai. Con i suoi circa 560 km, è il fiume più lungo dello stato. Dopo che i suoi rami occidentale e orientale si uniscono a Medway, il fiume procede prima verso sud-est, poi verso sud-ovest, e sfocia nell'oceano Atlantico attraverso la baia di Penobscot nei pressi di Bucksport. Suo principale affluente è il Mattawamkeag. Da Bangor, a 37 km dall'oceano, alla foce il fiume diviene navigabile. La vecchia importanza economica del fiume come fonte di salmoni è stata soppiantata dallo sfruttamento idroelettrico. La baia di Penobscot, che è, più precisamente, un estuario, si estende per 56 km nell'entroterra e nei pressi della foce è larga 43 km; in essa si trovano molte isole e porti riparati, ed è una rinomata località turistica.
Esplorato da viaggiatori inglesi nel 1603 e da Samuel de Champlain nel 1604, il fiume deve il nome agli indiani Penobscot. La sua valle divenne un sanguinoso campo di battaglia per francesi e inglesi tra il 1673 e il 1759 e per inglesi e americani fino al 1815.